# Canopée (schip, 2022)

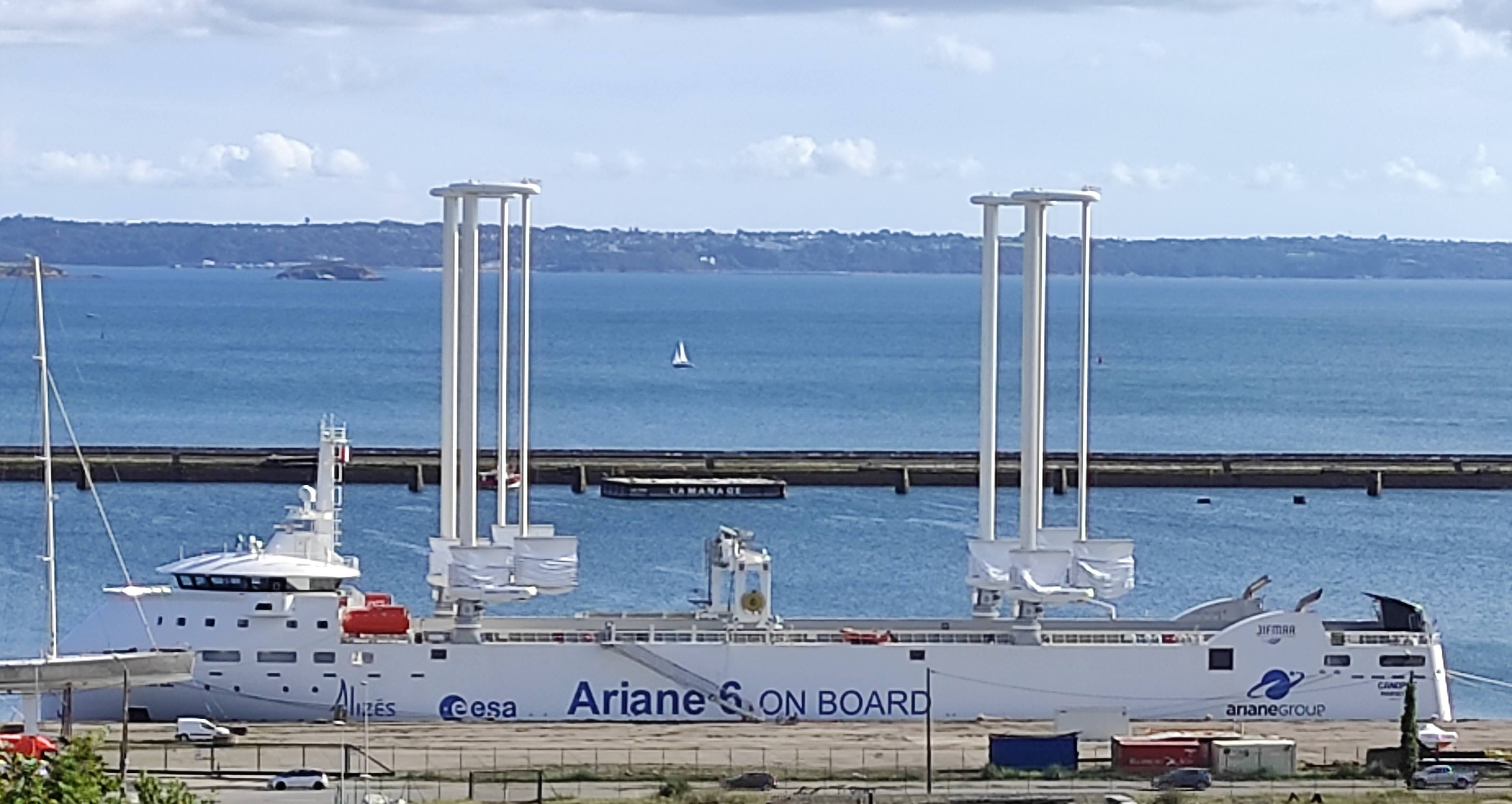
Canopée met masten en zeilen in de haven van Brest

De Canopée is een roll-on-roll-offschip wat wordt gebruikt voor het transport van delen van de Ariane 6 draagraket van Europa naar het Centre Spatial Guyanais in Frans-Guyana. Het schip beschikt naast een tweetal motoren ook over een viertal zeilen.

## Bouwgeschiedenis
Het contract voor de bouw van het schip werd in oktober 2020 door ArianeGroup gegund aan de Nederlandse scheepswerf Neptune Marine. Neptune liet het casco bouwen bij partner Stoczina in Szczecin. De bouw van het schip begon in december 2020, de kiel werd gelegd op 4 februari 2021 en de tewaterlating vond plaats in juni 2022. Het casco werd in oktober 2022 naar de scheepswerf in Hardinxveld-Giessendam gesleept voor de definitieve afbouw. Eind december 2022 werd het schip zonder de vier masten en zeilen opgeleverd.
Canopée bereikte op 13 januari 2023 voor het eerst de haven van Pariacabo in Frans-Guyana nadat het op 27 december 2022 uit Rotterdam was vertrokken.
Eind juli 2023 werden de masten en zeilen geplaatst door AYRO in Caen, Frankrijk. In juni 2024 is AYRO hernoemd in OceanWings.

## Rederij
Het schip wordt beheerd door het Franse Alizés, een joint venture die speciaal is opgericht door Jifmar Offshore Services en Zephyr et Borée om het schip te exploiteren en is ontworpen door VPLP Design en later voor de bouw aangepast door Groot Ship Design.

## Functie
Canopée is gebouwd voor het transport van de Ariane 6-draagraket van Europa naar de lanceerbasis van ESA in Frans-Guyana. Het kan alle onderdelen van het draagraket in één keer transporteren waardoor er minder transporten nodig zijn tussen Europa en Frans-Guyana.

## Naam
Het vaartuig is vernoemd naar de luifel van het Les Halles in Quartier des Halles in Parijs.

## Voortstuwing
Naast de motoren is het schip uitgerust met vier zeilen. De circa 30 m hoge zeilen met elk een zeiloppervlak van 363 m2 zijn bedoeld om de aandrijving te ondersteunen en verlagen zodoende het brandstofverbruik. De "zeilen", genaamd "oceanwings", zijn vervaardigd en geïnstalleerd door OceanWings, ten tijde van de werkzaamheden AYRO, in Caen, Frankrijk.